# Bluebird Records

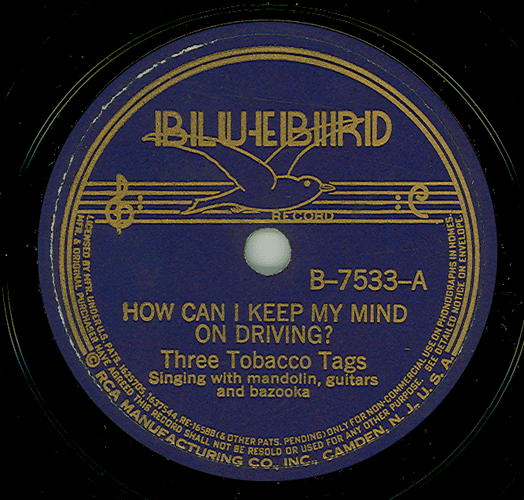
Bluebird-etikettens utseende 1937-1938.

Bluebird Records är ett amerikanskt skivmärke som grundades 1932 som ett lågprisalternativ av RCA Victor under ledning av Elliott Everett "Eli" Oberstein (1901-1960).
Inom bluesmusiken är Bluebird känt för sitt "Bluebird sound" som åstadkoms av husbandet, vilket bestod av musiker som Big Bill Broonzy, Roosevelt Sykes, Washboard Sam och John Lee "Sonny Boy" Williamson. På jazzsidan spelade Bluebird in exempelvis Rudy Vallée, Artie Shaw, Glenn Miller och Earl Hines och gav även ut tidigare inspelningar av Duke Ellington och Jelly Roll Morton. Inom countrymusik-genren märks främst återutgivningar av Jimmie Rodgers och Carter Family. Efter andra världskrigets slut gavs dock inspelningarna ut under RCA Victors vanliga etikett - fram till 1949 med tillägget "Bluebird Series". På 1950-talet återupplivades Bluebird för ett antal jazzinspelningar, barnskivor och "Bluebird Classics" (lågprisinspelningar av klassisk musik, ofta med mindre kända artister/orkestrar). På 1970-talet gavs dubbelalbum med tidigare jazzinspelningar ut med Bluebirdetikett och på 2000-talet har en del återutgivningar av tidigare Victor-material gjorts under Bluebirdmärket. 
RCA, och därmed Bluebird, ägs sedan 2008 av Sony Music.

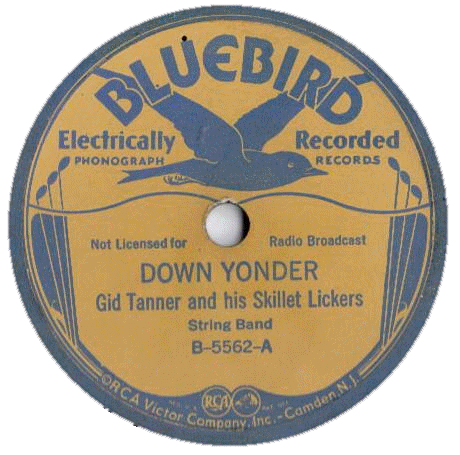
Etikettens utseende från april 1933 till september 1937 (innan dess var etiketten blå och svart, men med liknande motiv[4], och skivorna var avsedda för försäljning genom F. W. Woolworth Companys lågprisbutiker).
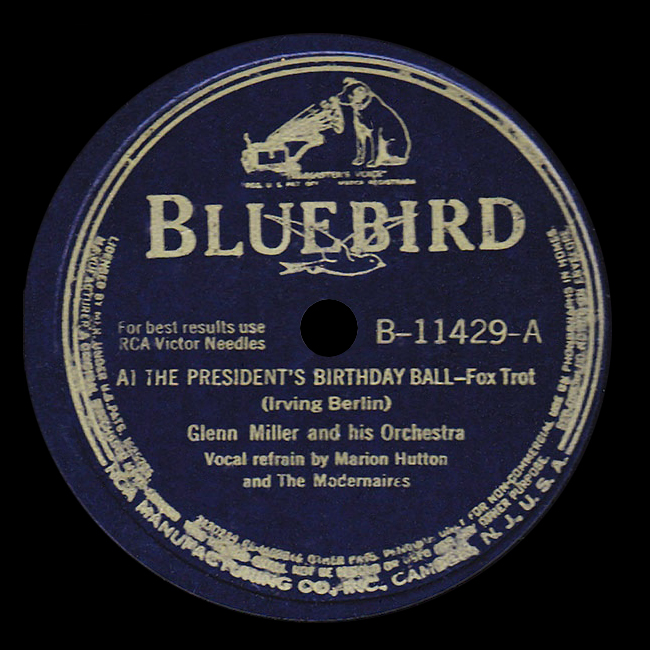
Denna inspelning med Glenn Miller and his Orchestra visar etikettens utseende från november 1938 till 1946 -  med RCA Victors "His Masters Voice"-hund "Nipper" ovanför Bluebird-logotypen.

## Några artister som givits ut på Bluebird
- Charlie Barnet
- Big Bill Broonzy
- Carter Family
- Arthur Crudup
- Duke Ellington
- George Hall
- Lionel Hampton
- Fletcher Henderson
- Earl Hines
- The Ink Spots
- Curtis Jones
- Spike Jones
- Vincent Lopez
- Bert Lown
- Wingy Manone
- Glenn Miller
- Jelly Roll Morton
- Jimmie Rodgers
- Tampa Red
- Artie Shaw
- Dinah Shore
- Memphis Slim
- Roosevelt Sykes
- Rudy Vallée
- Washboard Sam
- Sonny Boy Williamson I